# José Pereira da Silva Barros
Dom José Pereira da Silva Barros, primeiro e único conde de Santo Agostinho (Taubaté, 24 de novembro de 1835 — Taubaté, 15 de abril de 1898), foi um religioso católico brasileiro; bispo de Olinda e do Rio de Janeiro. Foi o último bispo de S. Sebastião do Rio de Janeiro.

## Biografia
Era filho do capitão Jacinto Pereira da Silva Barros e Ana Joaquina de Alvarenga, descendentes de antigas e tradicionais famílias paulistanas radicadas em Taubaté.
Fez os estudos eclesiásticos no extinto Liceu de Taubaté e no seminário de São Paulo. Ordenou-se presbítero na cidade de Alfenas a 27 de dezembro de 1858. Foi professor de latim do Seminário de São Paulo até 1862, ano que assumiu a paróquia de sua cidade natal. Pouco após esta nomeação foi nomeado, sem que fizesse a solicitação, Camareiro Secreto do papa Pio IX.
Eleito Bispo de Olinda por bula de 13 de maio de 1881, foi sagrado na matriz, hoje catedral de Taubaté, em 28 de agosto do mesmo ano, por Dom Lino Deodato Rodrigues de Carvalho, Bispo de São Paulo.Tomou posse daquele Bispado em 9 de outubro, e governou por alguns anos até que sofrimentos causados pelo clima pernambucano, inteiramente diverso de sua terra de origem, o abateram de tal maneira, que a conselho médico, foi obrigado a retirar-se, com a respectiva licença da Santa Sé. Por este motivo recusou o oferecimento feito pelo Governo Imperial, para que assumisse o Arcebispado da Bahia. Conservou-se em sua terra natal até que foi transferido para o Rio de Janeiro, por breve de 12 de maio de 1891. Tomou posse do bispado em 25 de julho desse mesmo ano, por seu procurador Monsenhor José Pires de Amorim.
Fez sua entrada solene em 2 de agosto seguinte, sendo elevado á categoria de Arcebispo, posteriormente, no momento que se empenhava na reconstrução da Catedral do Rio de Janeiro, foi dispensado de suas funções, nomeado arcebispo in partibus  e transferido mais tarde, para a Sé Arquiepiscopal de Darnis (Egito), em 2 de dezembro de 1895. Em seu lugar foi nomeado 1º Arcebispo D. João Esberard primeiro arcebispo do Rio de Janeiro. Fundou em Taubaté um asilo para meninos pobres, despendendo de seu bolso 32.000$, e foi instituidor do Colégio do Bom Conselho, para educação do sexo feminino.
Foi feito por ocasião da Lei Áurea, pela Princesa Isabel, em 16 de maio de 1888, Conde Santo Agostinho. Agraciado por Dom Pedro II, de quem foi capelão-mór, com o título de Conselheiro. Era assistente de sólio pontifício e prelado doméstico de Sua Santidade.
Está sepultado na Catedral de São Francisco da Chagas de Taubaté.

## Obras
- Carta do Vigário collado de Taubaté a seus companheiros - São Paulo - 1871.
- Carta Pastoral saudando seus diocesanos depois de sua sagração - São Paulo - 1871.
- Carta Pastoral anunciando a seus diocesanos a nomeação de um Bispo Coadjutor - Rio de Janeiro - 1890.
- Carta Pastoral saudando seus diocesanos - Taubaté - 1891.
- Carta de Despedida ao clero e ao povo do antigo bispado de S. Sebastião do Rio de janeiro - S. Paulo 1894.
- Mandamento para a Quaresma de 1882 - Recife - 1881.
- Tabella provisória de emolumentos parochiaes desta diocese de Pernambuco - Recife - 1882.
- Mandamentos ou prescripções diocesanas do Recife e de Olinda - Recife - 1882.
- Provisão de 14 de maio de 1887 sobre o cerimonial do baptismo e do casamento - Recife - 1887.